# Allophorocera rufipes
Allophorocera rufipes är en tvåvingeart som först beskrevs av Brauer och Julius Edler von Bergenstamm 1891.  Allophorocera rufipes ingår i släktet Allophorocera och familjen parasitflugor. Inga underarter finns listade i Catalogue of Life.